# هایدی یوهانسن
هایدی یوهانسن (انگلیسی: Heidi Johansen؛ زادهٔ ۹ ژوئن ۱۹۸۳) بازیکن فوتبال اهل دانمارک است.
از باشگاه‌هایی که در آن بازی کرده‌است می‌توان به باشگاه فوتبال ادنسه اشاره کرد.
وی همچنین در تیم ملی فوتبال زنان دانمارک بازی کرده‌است.